# 高翼機

高翼機を正面から見た図。下記の他形式と主翼の配置を比較のこと。

参考図1：低翼機。

参考図2：パラソル翼機。

高翼機 (こうよくき、英語: high-wing airplane) とは、航空機の形式の一種で、主な固定翼を一枚しか持たない単葉機のうち、胴体の上端付近に主翼が取り付けられている航空機を意味する。胴体の下端に主翼が位置する低翼機（de, 参考図1）や、胴体中段に位置する中翼機（de）、左右一体型の主翼が傘のように胴体上方に置かれているパラソル翼機（en、参考図2）との対比で用いられる分類である。

## 特性

### 空力上の利点
上部に翼を設置することで飛行時の横安定性を増すことが可能となる。機体がバンク角を取った時、揚力線が傾くことによって横向きの力が加わり横滑りを生じるが、高翼機では横向きの気流が胴体に遮られて翼下面の圧力が増大し、滑っている方向にある翼の揚力が増大する。これによって左右の翼で揚力差が生じ、機体を水平に戻そうとするいわば「復元力」を得ることが出来る。低翼機や中翼機では上反角を付けることでこの効果を得るが、高翼機では上反角を付けることなくこの効果を得られるという事になる。

### 空力上の欠点
前述のように飛行時の安定性が優れていることは、逆に言えば運動性を損なうことになる。そのため、軍用機でも運動性の高さが求められる戦闘機には、レシプロ機時代にはあまり用いられなかった。この時代の戦闘機では降着装置（脚）を主翼に搭載することが多かったが、プロペラブレードの直径を増大させるためには、できるだけ翼を低い位置に取り付けたほうが同じ脚の長さでも機首の地上高を高く取れるために有利であったからでもある。

### エンジンと主翼の関係
主翼の取り付け位置が高いために地面との間に大きな空間が確保され、プロペラ機を含め翼にエンジンを取り付ける場合、胴体の断面中心よりも高い位置に取り付けることになり、ジェット機では異物吸い込みの可能性を減らすことができ、プロペラ機ではブレードが地上の障害物に影響されにくくなる。大径のプロペラを主翼（端）に装備する方式のティルトローター機では、主翼を高翼とする事が定石となっている。

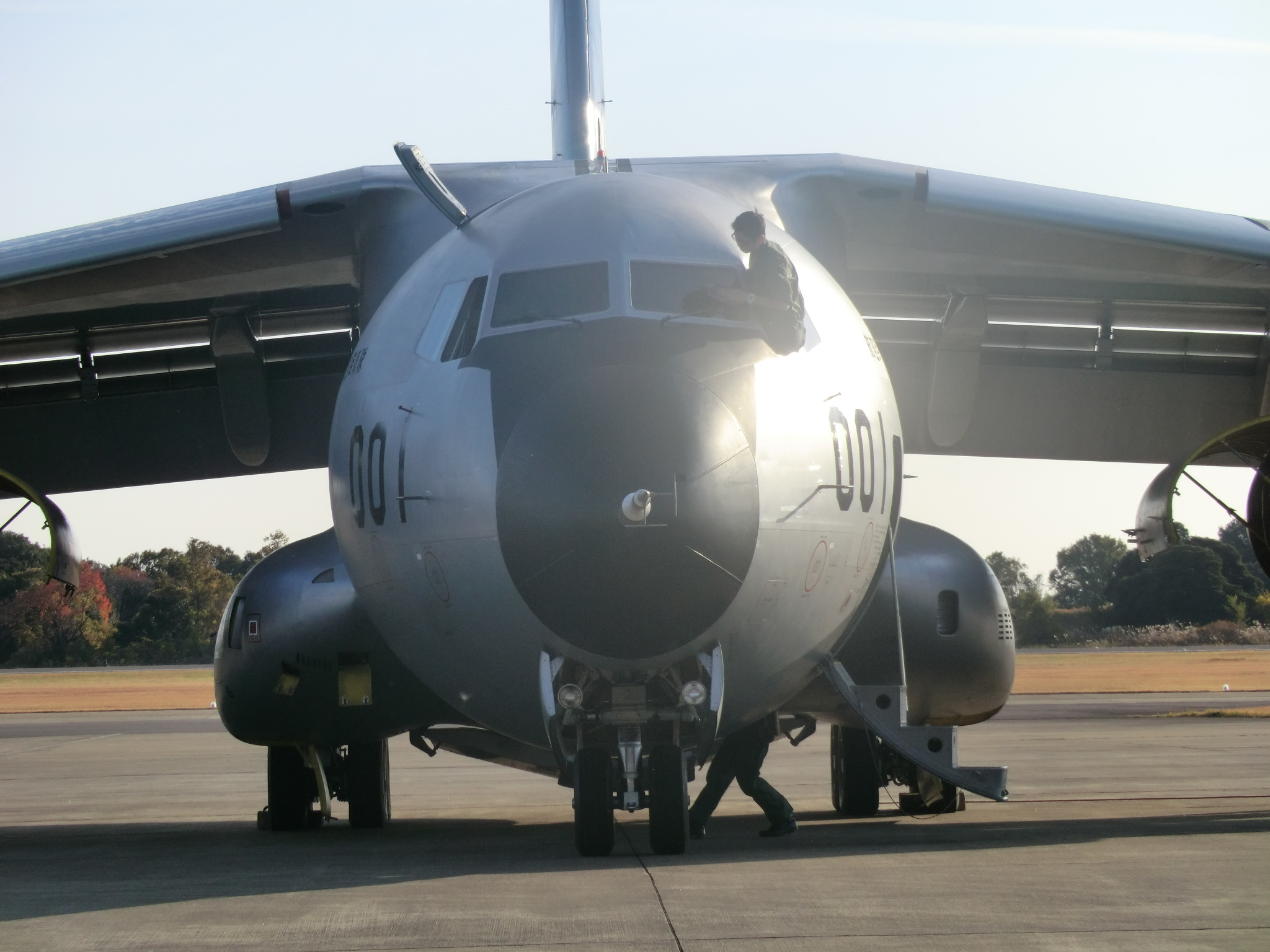
輸送機では胴体から張り出したバルジに主脚を収めることが多い。

### 降着装置と主翼の関係
降着装置を胴体下部や側部に取り付けた大型機の脚は軽量・頑強で、整備・路面状態の悪い飛行場にも離着陸が容易となるが、小型機ではトレッドを確保するため主脚柱を左右に長く伸ばす必要がある。また、翼の取り付け位置が高いことは、胴体着水する飛行艇にも有利なため、パラソル翼と並んで採用例が多い。飛行中大荷重を受け持つ主翼基部と、駐機・離着陸時に大荷重を受ける主脚取付部と搭載貨物乗客荷重の多くを受け持つ床構造が上下に離れている事は、これを繋ぐ胴体環状構造を頑強に大質量を費やす必要がある訳で、自ずと燃費の悪化をもたらしがちになる。

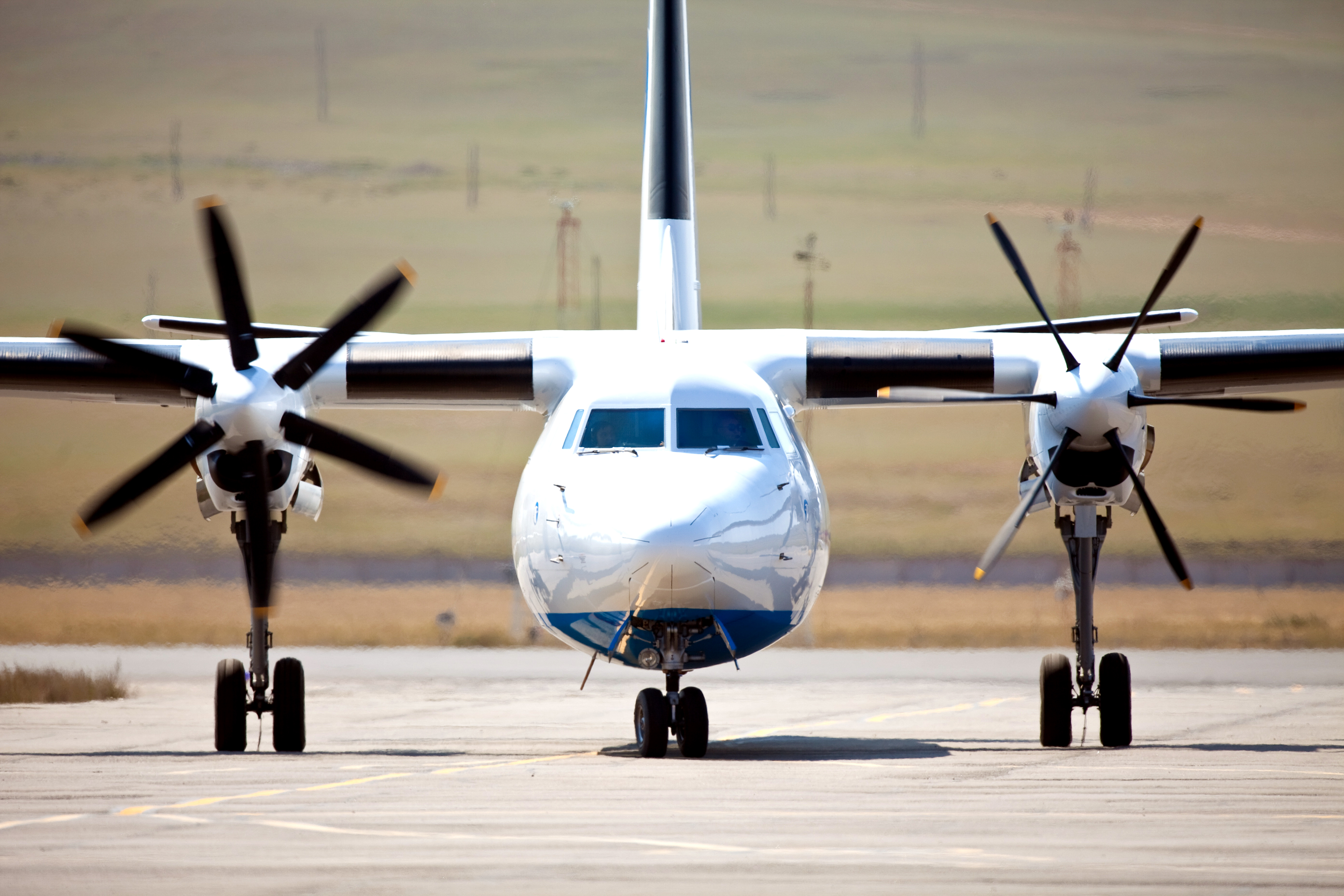
高翼を採用した旅客機フォッカー50。トレッドを優先すると主脚が長くなる。

#### 旅客機としての問題
大型旅客機はほとんどが低翼機で、高翼が採用されることは少ない。これは、低翼機であれば主翼に降着装置を取り付けることで主脚を短く軽くでき、トレッドを広げて離着陸時の滑走安定性を確保できることが最大の理由である。低翼機の場合、飛行中大荷重を受け持つ主翼基部と、駐機・離着陸時に大荷重を受ける主脚取付部（それが主翼の場合もある）と搭載貨物乗客荷重の多くを受け持つ床構造が一体・隣接している事は、機体質量低減で自ずと燃費向上が期待できる。また、高翼機の主翼下にエンジンを吊るし胴体と水平にエンジンを設置した場合、低翼機のようにエンジンの騒音を翼でさえぎることが出来ず、民間の旅客機では人が乗ることになる胴体部分に直接に騒音が当たってしまうことになる。そのため、搭乗者の快適性確保の要請が強い旅客機にはあまり用いられていない。但し大径プロペラを翼に取り付ける小型旅客機では、主翼面よりエンジン・プロペラを若干上に置く事が多いので、現代では高翼機が増えた。低翼機と違い、翼の付近の客席からの地上への視界は良好であるが、上空の視界が遮られる。既存のジェット旅客機の多くが低翼にエンジンを吊り下げて構成され、それに合わせて空港の荷役・乗降設備（特にボーディング・ブリッジ）が設けられているので、高翼化して床面を下げても、乗客・航空会社に嫌われる傾向となる。

### ペイロード
高翼機は翼が地上から離れた場所にあるため荷の積み下ろしの邪魔にならず、大きなカーゴスペースが確保できることから軍用輸送機に多く用いられる。また、軍用機としては大型の爆弾やミサイルなどの武装を翼の下に吊るすことが容易なことも高翼機が多く用いられる理由になっている。

### 超音速機での採用

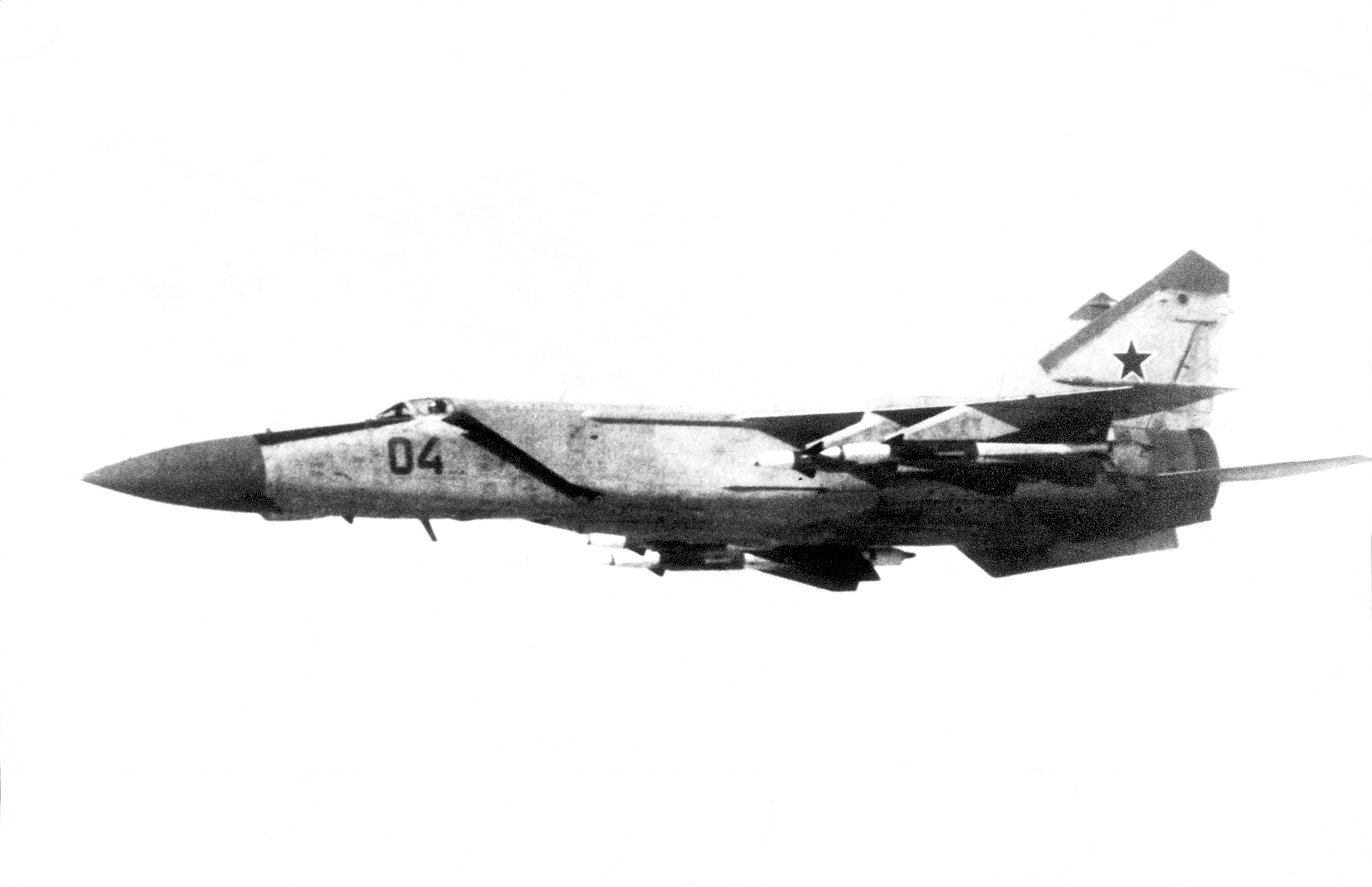
高翼式のMiG-25戦闘機。

高翼の採用例が増えるのは、超音速機時代からである。主翼を水平尾翼よりも低く配置した場合、迎角を大きく取った際に主翼の後流が水平尾翼に無視できない悪影響を与えることが判明した（ディープストール）。仰角を大きく取れない事は運動性を重視する戦闘機にとっては致命的な欠陥となる。そこで高翼とし水平尾翼よりも主翼の位置を高くとる。旧ソビエト連邦（ロシア）が開発したMiG-25戦闘機をはじめとした、通常の尾翼形式の超音速戦闘機には、高翼が広く採用されている。
降着装置を主翼に装着する形式の飛行機の場合、地面との距離が大きいために降着装置の脚部が長くなってしまい、とくに引き込み脚の黎明期には強度などの問題から設計が難しいという問題もあった。ただし超音速機の場合は、主翼が薄く造られているため降着装置の装着には適せず、もとよりこの問題点は考慮されない。上述の通り主翼下に爆弾などを吊るすには高翼のほうが効果的であり、武装搭載量を増やした場合は低翼式のほうこそ降着装置が長くなってしまう。また、マルチロール化が進む現代の戦闘機では、ある程度は対地・対艦攻撃任務も担当することが多いため、低翼機とは逆に攻撃目標のある地上へのクリアランスが確保されていることが望ましい。但しステルス化の為、胴体内のみに武装などを搭載する事が増えた最近では、その必要性は下がりつつある。